# Comitè Olímpic Etíop
El Comitè Olímpic Etíop (en amhàric: የኢትዮጵያ ኦሊምፒክ ኮሚቴ, codi COI: ETH) és el comitè olímpic nacional que representa Etiòpia als Jocs Olímpics d'estiu i altres competicions. L'organització és membre de l'Associació de Comitès Olímpics d'Àfrica. La seva seu es troba a Addis Abeba.

## Història
El 1948 es va fundar la Confederació Nacional d'Esports d'Etiòpia. Va ser aquesta organització la que va traslladar una moció de reconeixement al Comitè Olímpic Internacional el 1953. El 1954 l'organització etíop va ser oficialment reconeguda pel COI a la sessió del 15 de maig que es va celebrar a Atenes. El 1968 es va fundar un comitè olímpic nacional independent de la confederació nacional, el Comitè Olímpic Etíop.
La primera participació d'Etiòpia als Jocs Olímpics va ser als Jocs Olímpics d'estiu de 1956, que es van celebrar a Melbourne. Els esportistes nacionals van participar en les proves d'atletisme i ciclisme. El primer esportista etíop que va participar als Jocs Olímpics d'hivern ho va fer el 2006 a Torí (Itàlia).
Des de la seva participació, el Comitè Olímpic Etíop ha fallat a la cita olímpica en tres ocasions; el 1976, 1984 i 1988 per raons polítiques, esdevenint una de les úniques tres nacions que ha boicotejat tres Jocs Olímpics.

### Presidents del Comitè Olímpic Etíop[8]
| Etapa       | Nom                          |
| ----------- | ---------------------------- |
| 1948 - 1960 | Abye Abebe                   |
| 1960 - 1967 | Merid Menguecha              |
| 1967 - ?    | Yidnekechew Tessema          |
| 1983 - ?    | Tsegaw Ayele                 |
| 1989 - ?    | Girma Yilma                  |
| 2004 - 2008 | Dagmawit Girmay Berhane      |
| 2009 - 2017 | Berhane Kidanemariam Yehdego |
| 2017 -      | Ashebir Woldegiorgis         |